# Hamilton (comédie musicale)
 (novembre 2016).
Si vous disposez d'ouvrages ou d'articles de référence ou si vous connaissez des sites web de qualité traitant du thème abordé ici, merci de compléter l'article en donnant les références utiles à sa vérifiabilité et en les liant à la section « Notes et références ».
Pour les articles homonymes, voir Hamilton.
Hamilton: An American Musical est une comédie musicale américaine portant sur la vie du Père fondateur des États-Unis d'Amérique Alexander Hamilton, composée et écrite par Lin-Manuel Miranda et inspirée par la biographie d'Hamilton écrite par l'historien Ron Chernow en 2004.
La pièce se distingue par le fait qu'elle s'inspire largement du hip-hop et du R&B, et qu'elle emploie des acteurs noirs pour représenter les pères fondateurs des États-Unis et les personnalités de l'époque. La comédie musicale contient deux actes pour 48 chansons.
La pièce reçoit des critiques élogieuses et constitue un grand succès du box-office sur tout le territoire américain. Hamilton est d'abord produit en Off-Broadway au Public Theater dès février 2015 avant d'être transféré à Broadway en août de la même année.
En 2016, Hamilton établit le record de 16 nominations aux Tony Awards dont 11 ont été récompensées d'un prix.
Par la suite, en 2017, une nouvelle version d'Hamilton (modifiée pour le public britannique) ouvre ses portes au Victoria Palace. Hamilton est aussi jouée à Chicago et plusieurs tournées aux États-Unis sont organisées. La comédie musicale est également jouée en Australie à partir de mars 2021 et au Canada à partir de janvier 2022.
En 2019, Lin-Manuel Miranda reprend son rôle d'Alexander Hamilton pour une tournée de trois semaines à Porto Rico.
En février 2020, Disney déclare avoir acheté les droits d'une captation vidéo de la comédie musicale pour la somme de 75 millions de dollars. Ce film est issu de trois captations vidéo de la représentation au cours d'un weekend de 2016 avec le casting original de Broadway, avant le départ de Lin-Manuel Miranda. La sortie du film en salles était prévue pour octobre 2021 aux États-Unis et au Canada. À la suite de la pandémie de Covid-19 paralysant le monde, Disney et Lin-Manuel Miranda décident de sortir le film Hamilton sur Disney+ le 3 juillet 2020, soit un jour avant la fête nationale des États-Unis. Le succès est tel que l'application Disney+ est téléchargée plus de 250 000 fois le week-end suivant la sortie du film, une augmentation de 72% par rapport au mois précédent.

## Synopsis

### Acte I

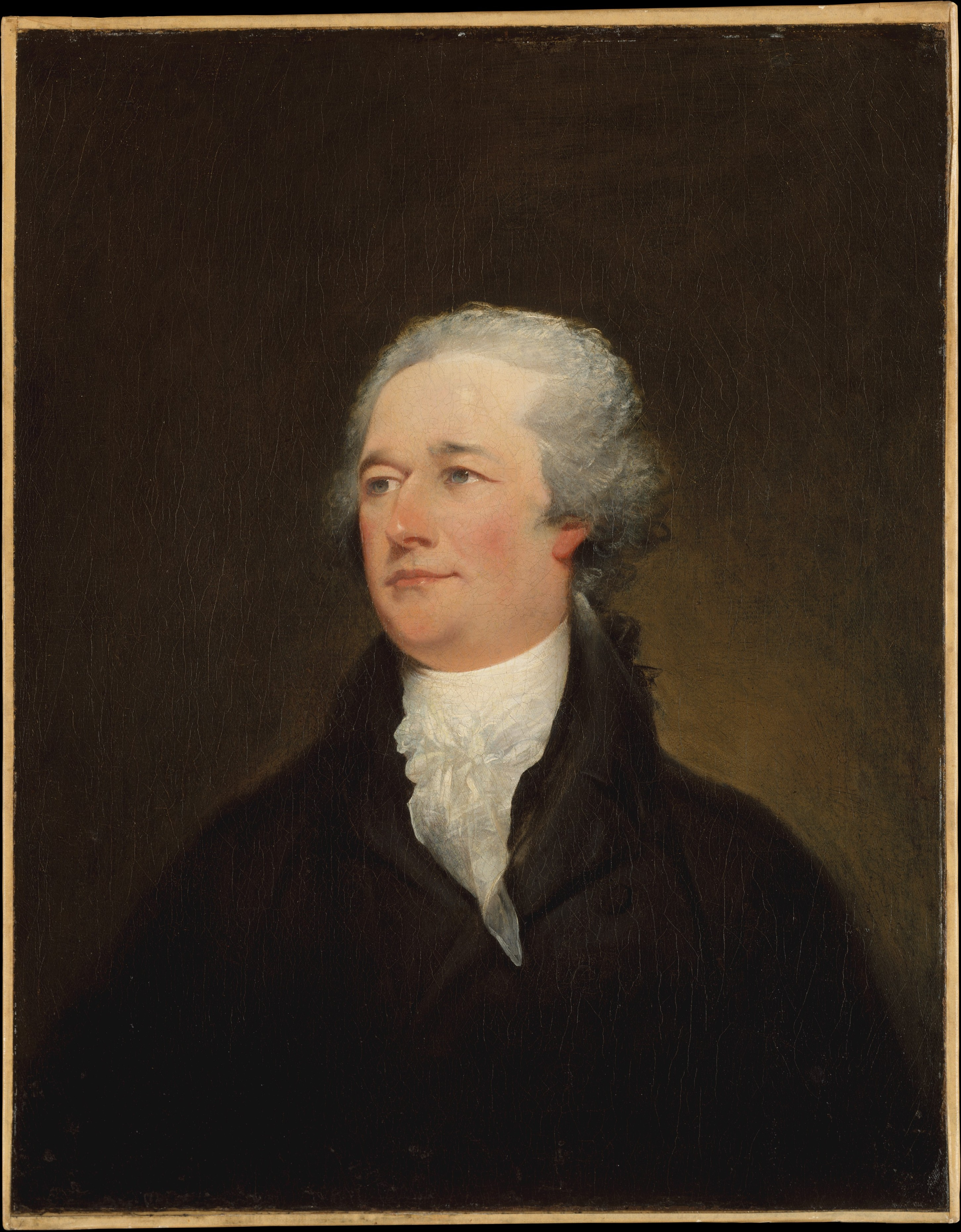
Portrait d'Alexander Hamilton

La comédie musicale débute avec un résumé de l’enfance d’Alexander Hamilton en tant qu'orphelin dans les Caraïbes (chanson Alexander Hamilton). Hamilton est né hors des liens du mariage dans les Caraïbes ; son père l’a abandonné alors qu’il était jeune et sa mère est décédée de faim et de maladie lorsque Hamilton avait douze ans. À l’âge de dix-neuf ans, Hamilton se rend dans les colonies américaines ; il soutient ardemment l’indépendance américaine.
Durant l’été 1776, à New York, Hamilton part à la recherche d'Aaron Burr, prodige de l'université de Princeton qui a fini rapidement ses études. Burr conseille à Hamilton, trop enthousiaste, de « parler moins, sourire plus ». Hamilton est incapable de comprendre pourquoi Burr préfère rester prudent plutôt que de se battre pour ses convictions (Aaron Burr, Sir). Hamilton se lie d’amitié avec trois révolutionnaires : John Laurens, un abolitionniste, le marquis de Lafayette, et Hercules Mulligan, apprenti d'un tailleur. Hamilton les impressionne avec ses compétences en rhétorique (My Shot) et ils rêvent de sacrifier leur vie pour leur cause (The Story of Tonight). Pendant ce temps, les riches sœurs Schuyler (Angelica, Eliza et Peggy) flânent dans les rues de New York, enthousiastes quant à l’esprit de révolution dans l’air, cherchant des « esprits occupés à travailler » (The Schuyler Sisters).
Samuel Seabury, un loyaliste convaincu, prêche contre la révolution américaine, et Hamilton réfute et ridiculise ses affirmations (Farmer Refuted). Un message arrive de la part du roi britannique George III, qui rappelle aux colons qu’il est capable et disposé à se battre pour les soumettre (You’ll Be Back).
La révolution est en cours, et Hamilton, Burr et leurs amis s’engagent dans l’Armée continentale. Tandis que l’armée se retire de New York, le général George Washington se rend compte qu’il a besoin d’aide pour gagner la guerre. Il prend alors en considération Hamilton, qui a volé des canons britanniques avec Laurens, Mulligan et Lafayette pour aider l'armée américaine. Bien qu'Hamilton veuille diriger les troupes et se battre sur le front, il accepte l’opportunité que Washington lui offre d'être son aide de camp (Right Hand Man).
Durant l’hiver 1780, les hommes assistent à un bal organisé par Philip Schuyler, et Hamilton réfléchit à épouser l'une de ses filles, en majeure partie pour la richesse de la famille (A Winter’s Ball). Eliza tombe directement amoureuse d'Hamilton, et après avoir été présentée par Angelica, Eliza et Hamilton se fiancent (Helpless). Angelica est également éprise d'Hamilton, mais refoule ses sentiments pour le bonheur de sa sœur (Satisfied). Hamilton, Laurens, Lafayette et Mulligan, alcoolisés, fêtent le mariage, lorsque Burr arrive pour présenter ses félicitations. Après avoir été taquiné par Laurens, Burr admet qu’il a une liaison avec la femme d’un officier britannique (The Story of Tonight (Reprise)). Hamilton conseille à Burr de rendre la relation publique. Cependant, Burr préfère attendre et voir ce que la vie lui réserve plutôt que de prendre des mesures draconiennes (Wait For It).

Tandis que la révolution suit son cours, Hamilton demande plusieurs fois à Washington de lui donner le commandement, mais Washington refuse et promeut Charles Lee à sa place. Cette décision s’avère catastrophique à la bataille de Monmouth, durant laquelle Lee ordonne aux soldats de se replier, contre les ordres de Washington, ce qui pousse le commandant à le destituer de son commandement au profit de Lafayette. Mécontent, Lee répand des rumeurs calomnieuses et vindicatives au sujet de Washington (Stay Alive). Hamilton est offensé, mais Washington lui ordonne d’ignorer ces commentaires. Laurens, l'un des meilleurs amis de Hamilton, se porte volontaire pour se battre en duel contre Lee afin qu'Hamilton puisse éviter de désobéir aux ordres de Washington. Laurens remporte le duel en blessant Lee (Ten Duel Commandments). Washington est furieux à la suite de ce duel, et ordonne à Hamilton de rentrer chez lui pour être avec sa femme (Meet Me Inside). Quand Hamilton est de retour chez lui, Eliza lui annonce qu’elle est enceinte. Hamilton hésite, mais Eliza le rassure en lui disant qu’il n’a pas besoin d’être célèbre ni riche pour vivre heureuse à ses côtés (That Would Be Enough).

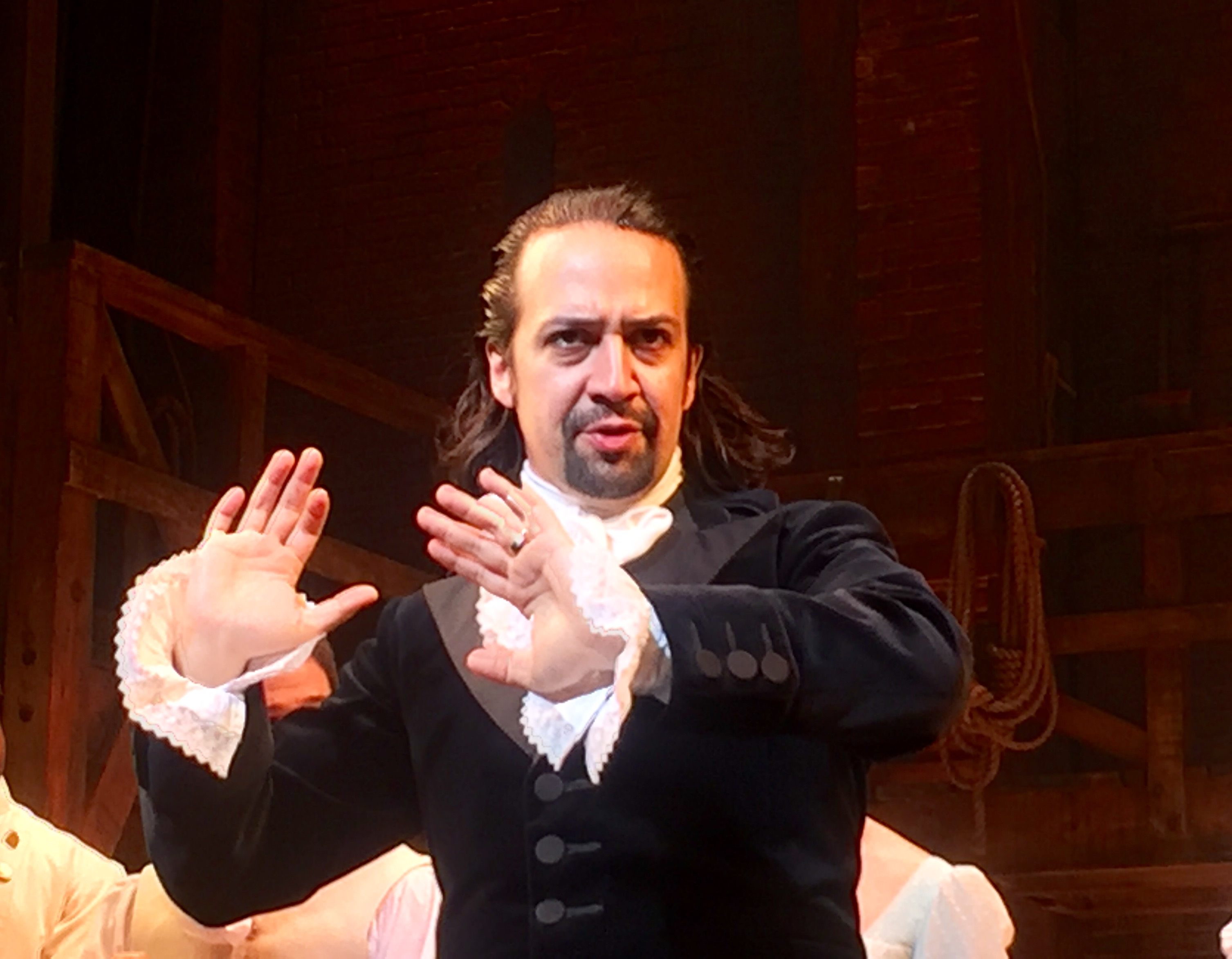
Lin-Manuel Miranda dans le rôle-titre de la comédie musicale Hamilton, en 2016.

Lafayette assume un rôle de dirigeant de plus en plus important et persuade la France de se joindre à la cause américaine, et la majorité bascule en faveur de l’Armée continentale. Washington et Lafayette se rendent compte qu’ils peuvent gagner la guerre en isolant la marine britannique à Yorktown, mais pour ce faire, ils auront besoin d'Hamilton. Le général, à contrecœur, finit donc par lui donner le commandement qu’il attendait depuis longtemps (Guns and Ships). La veille de la bataille, Washington se remémore son premier commandement catastrophique et informe à Hamilton que nul homme ne peut contrôler la façon dont on se souviendra de lui (History Has Its Eyes on You). La bataille débute et Laurens, Mulligan et Lafayette partent de leurs côtés, respectivement en Caroline du Sud, à la Baie de Chesapeake et en mission d'espionnage des Britanniques. Après plusieurs jours de combats, l’Armée continentale est victorieuse. Les Britanniques capitulent lors de la dernière grande bataille de la guerre (Yorktown (The World Turned Upside Down)). Le roi George, puisque ses forces sont vaincues, demande aux rebelles comment ils pensent pouvoir réussir à gouverner seuls (What Comes Next?).
Peu après la révolution, le fils d'Hamilton, Philip, naît, tandis que Burr a une fille, Theodosia, portant le même nom que sa mère (Dear Theodosia). Hamilton apprend avec douleur que Laurens a été tué au cours d’une bataille apparemment inutile et se plonge dans le travail (Tomorrow There’ll Be More Of Us). Hamilton et Burr retournent à New York pour finir leurs études et mener une carrière d’avocats. Burr s’émerveille face à l’éthique ferme de travail de Hamilton et s’irrite de plus en plus à cause de son succès. Hamilton est élu en tant que délégué de la convention constitutionnelle durant l’été 1787. Il engage James Madison et John Jay pour écrire Le Fédéraliste (recueil d’articles de promotion de la Constitution des États-Unis) après que Burr a refusé. Angelica annonce qu’elle a trouvé un mari et qu’elle est sur le point de déménager à Londres. Récemment élu président, Washington engage Hamilton en tant que Secrétaire du Trésor, malgré les protestations d’Eliza (Non-Stop).

### Acte II
En 1789, Thomas Jefferson revient aux États-Unis après avoir passé du temps en France en tant qu’ambassadeur. Washington lui demande d’être secrétaire d’État sous la nouvelle Constitution. James Madison demande à Jefferson de l’aider pour contrecarrer le plan financier d'Hamilton, qui selon Madison donne trop de contrôle au gouvernement (What’d I Miss?). Jefferson et Hamilton débattent des bienfaits du plan financier de Hamilton pendant une réunion de cabinet. Washington prend Hamilton à part et lui demande de trouver un compromis pour convaincre le Congrès (Cabinet Battle #1).
Pendant qu'Hamilton travaille chez lui, Eliza lui rappelle que Philip, leur fils, a neuf ans. Philip lui présente un petit morceau de rap qu’il a composé, ce qui étonne son père. Angelica conseille à Hamilton de convaincre Jefferson de son projet pour que le Congrès l’accepte. Elle mentionne également une lettre qu’elle a récemment reçue de la part d'Hamilton, dans laquelle il s’adresse à elle par un « Ma chère », bien qu’ils soient légalement frère et sœur. Plus tard, Eliza et Angelica essaient de persuader Hamilton de partir en vacances avec elles pour l’été, mais Hamilton décline et dit qu’il doit travailler sur son plan pour le Congrès, restant donc à New York tandis que la famille se rend dans le nord de l’État (Take a Break).
Pendant qu’il est seul, Hamilton reçoit la visite de Maria Reynolds, qui déclare que son mari l’a abandonnée. Quand Hamilton lui propose de l’aider, ils entament une liaison. Le mari de Maria, James Reynolds, fait du chantage à Hamilton, qui est en colère contre Maria mais qui paie Reynolds et continue la liaison (Say No To This).
Hamilton parle de son plan financier avec Jefferson et Madison pendant un dîner privé, qui a pour conséquence le Compromis de 1790, qui soutient le plan financier d'Hamilton en échange du déplacement de la capitale des États-Unis de New York à Washington, D.C., un endroit plus proche de la maison de Jefferson en Virginie. Burr envie l’influence d'Hamilton dans le gouvernement et souhaite avoir un pouvoir similaire (The Room Where It Happens). Burr change de parti politique et vainc le père d’Eliza, Philip Schuyler, dans une course pour le siège de Schuyler au Sénat. Cela monte Burr contre Hamilton — ce dernier pense que Burr n’a aucune loyauté et que rien ne l’arrêtera pour devenir de plus en plus influent (Schuyler Defeated).
Pendant une autre réunion de cabinet, Jefferson et Hamilton se disputent au sujet du conflit de la France avec la Grande-Bretagne et se demandent si les États-Unis devraient venir en aide à la France. Washington finit par être d’accord avec Hamilton qui dit qu’ils devraient rester neutres (Cabinet Battle #2). Après la réunion, Burr, Jefferson et Madison parlent de leur jalousie face au soutien perpétuel de Washington envers les politiques d'Hamilton. Ils commencent à chercher un moyen de nuire à la réputation d'Hamilton (Washington on Your Side).
Washington annonce à Hamilton que Jefferson a démissionné de son poste pour être candidat à la présidence, et que Washington lui-même se retire. Hamilton est choqué, mais Washington le convainc que c’est la bonne chose à faire pour la survie de leur pays, et ils écrivent un discours d’adieu (One Last Time). En Angleterre, le roi George III apprend que Washington se retire et sera remplacé par John Adams. Le roi part gaiement, prêt à ce que les États-Unis chutent sous la présidence d’Adams (I Know Him).
Hamilton est renvoyé par Adams et, en réponse, publie une critique incendiaire du nouveau président (The Adams Administration). Jefferson, Madison et Burr croient qu’ils ont trouvé la preuve qu'Hamilton a détourné des fonds du gouvernement et a donc commis une trahison. Lorsqu’ils le confrontent, Hamilton admet qu’il a eu une liaison avec Maria Reynolds et qu’il a secrètement payé James Reynolds pour le faire taire (We Know). Bien que les trois lui promettent de garder son secret, Hamilton s’inquiète que la vérité finisse par éclater. Il songe à la manière dont parler ouvertement et honnêtement de la situation (Hurricane) et publie un aveu public au sujet de la liaison, en espérant étouffer toute rumeur de détournement de fonds pour sauver son héritage politique. Sa réputation personnelle, cependant, est ruinée à la suite de la publication du pamphlet Reynolds (The Reynolds Pamphlet). Dévastée par l’infidélité d'Hamilton, Eliza, en larmes, brûle les lettres qu'Hamilton lui a écrites au fil des années, ce qui détruit donc la possibilité qu'Hamilton soit racheté par les « historiens futurs » et qui empêche au monde de savoir la façon dont elle a réagi en « s’effaçant du récit » (Burn).
Les années passent, et le fils d'Hamilton, Philip, désormais adulte, défie un homme nommé George Eacker en duel pour avoir porté atteinte à la réputation d'Hamilton. Sur les conseils de son père, Philip compte tirer en l'air pour ne pas tuer son adversaire, mais avant que le compte à rebours se finisse Eacker le blesse par balle (Blow Us All Away). Philip est emmené chez un médecin qui n’arrive pas à le sauver. Hamilton et Eliza arrivent séparément peu avant que Philip ne meure (Stay Alive (Reprise)). À la suite de la mort de Philip, la famille déménage dans les quartiers résidentiels. Hamilton demande pardon à Eliza pour ses erreurs, pardon qu’il finit par recevoir (It’s Quiet Uptown).
L’élection présidentielle de 1800 donne lieu à la défaite du président John Adams et à une égalité entre Jefferson et Burr. Hamilton est contrarié que Burr n’ait apparemment aucune valeur, et soutient Jefferson qui, par conséquent, gagne la présidence. Jefferson refuse de collaborer avec Burr devenu vice-président et prévoit de changer la règle qui donne la vice-présidence au candidat arrivé second à l'élection (The Election of 1800). Burr, fou furieux, envoie une lettre à Hamilton et le défie en duel (Your Obedient Servant). Avant le lever du soleil le matin du duel, Eliza, qui ignore le duel, demande à Hamilton de revenir au lit. Hamilton répond qu’il doit régler une affaire pressante avant de lui rappeler une fois de plus qu’il l’aime (Best of Wives and Best of Women).
Burr et Hamilton se rendent à Weehawken, New Jersey pour le duel. Tandis que les coups de feu résonnent, Hamilton soliloque en pensant à la mort, ses relations et à son héritage. Il pointe son pistolet vers le ciel et est frappé dans la poitrine par la balle de Burr. Il meurt juste après, avec sa femme et Angelica à ses côtés. Burr déplore le fait que même s’il a survécu, il est condamné à être le méchant dans l’histoire et à ce qu’on se souvienne de lui seulement comme l’homme qui a tué Alexander Hamilton (The World Was Wide Enough).
La troupe se rassemble pour conclure l’histoire. Washington entre et rappelle au public qu’ils ne peuvent pas contrôler la façon dont on se souviendra d’eux. Ensemble, Jefferson et Madison reconnaissent le génie du travail de leur adversaire politique. Eliza explique qu’elle s’est battue pour sauver l’héritage de son mari les cinquante années suivantes et s’inquiète de ne pas s’être encore assez battue. Elle s’adresse directement à Hamilton et lui dit qu’elle a fondé un orphelinat privé en son honneur et qu’elle « a hâte de le revoir » (Who Lives, Who Dies, Who Tells Your Story).

## Genèse

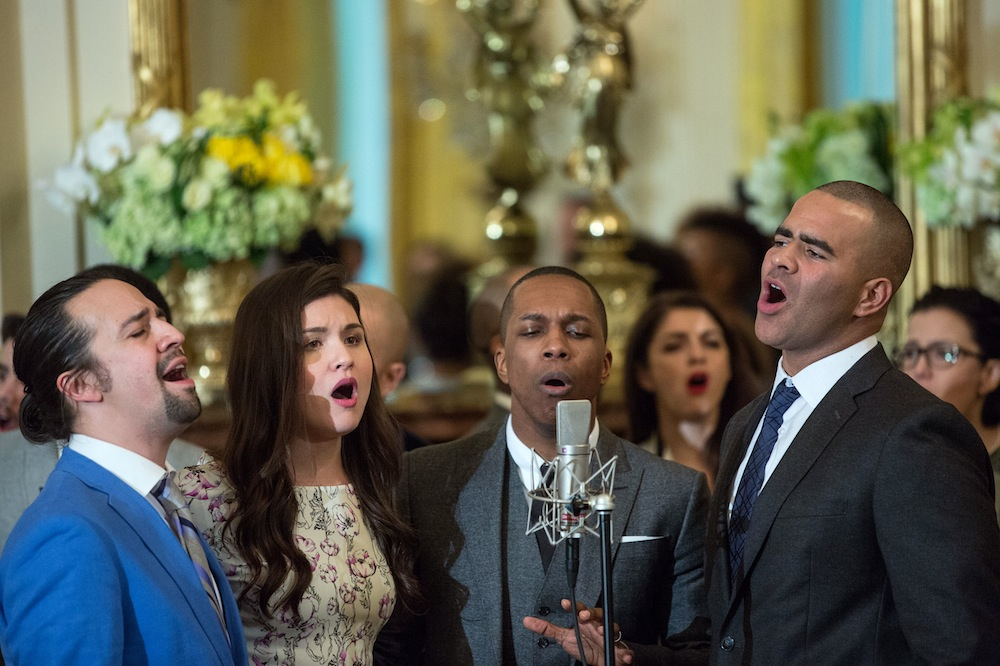
Lin-Manuel Miranda, Phillipa Soo, Leslie Odom Jr et Christopher Jackson, à la Maison Blanche, mars 2016

En 2008, alors qu'il est en vacances, Lin-Manuel Miranda lit une biographie de Ron Chernow sur Alexander Hamilton, l'un des pères fondateurs américains. Inspiré par le livre, il écrit un rap sur lui,. Miranda déclarera plus tard qu'il aura passé un an à écrire la chanson My Shot, la révisant d'innombrables fois pour que chaque couplet reflète l'intellect du personnage principal. Certaines chansons ont également été écrites pour le casting original : Lin Manuel Miranda rapporte par exemple avoir composé One last time pour épouser parfaitement a tessiture de la voix de Christopher Jackson.
Le 12 mai 2009 a lieu le concours White House Poetry Jam, qui est présenté à la Maison-Blanche. À cette occasion, Lin-Manuel Miranda a l'occasion de présenter une version de la chanson Alexander Hamilton au public de la Maison-Blanche, ainsi qu'au président de l'époque Barack Obama et sa femme Michelle Obama. Sa prestation eut un fort succès parmi le public.
En 2012, Miranda compose une longue série de morceaux basées sur la vie d'Hamilton, qu'il appelle alors les Hamilton Mixtape.

## Rôles et distributions
| Personnage(s)                           | Vassar Workshop     | Off-Broadway              | Original Broadway Cast    | Chicago (2016)      | San Francisco / Los Angeles | Londres          | Hambourg                               |
| Personnage(s)                           | 2013                | 2015                      | 2015                      | 2016                | 2017                        | 2017             | 2022                                   |
| --------------------------------------- | ------------------- | ------------------------- | ------------------------- | ------------------- | --------------------------- | ---------------- | -------------------------------------- |
| Alexander Hamilton                      | Lin-Manuel Miranda  | Lin-Manuel Miranda        | Lin-Manuel Miranda        | Miguel Cervantes    | Michael Luwoye              | Jamael Westman   | Benét Monteiro / Diluckshan Jeyaratnam |
| Elizabeth Schuyler Hamilton             | Ana Nogueira        | Phillipa Soo              | Phillipa Soo              | Ari Afsar           | Solea Pfeiffer              | Rachelle Ann Go  | Ivy Quainoo                            |
| Aaron Burr                              | Utkarsh Ambudkar    | Leslie Odom Jr.           | Leslie Odom Jr.           | Joshua Henry        | Joshua Henry                | Giles Terera     | Gino Emnes                             |
| Angelica Schuyler                       | Anika Noni Rose     | Renée Elise Goldsberry    | Renée Elise Goldsberry    | Karen Olivo         | Emmy Raver-Lampman          | Rachel John      | Chasity Crisp                          |
| George Washington                       | Christopher Jackson | Christopher Jackson       | Christopher Jackson       | Jonathan Kirkland   | Isaiah Johnson              | Obioma Ugoala    | Charles Simmons                        |
| Marquis de Lafayette / Thomas Jefferson | Daveed Diggs        | Daveed Diggs              | Daveed Diggs              | Chris De'Sean Lee   | Jordan Donica               | Jason Pennycooke | Daniel Dodd-Ellis                      |
| Hercules Mulligan / James Madison       | Joshua Henry        | Okieriete Onaodowan (en)  | Okieriete Onaodowan (en)  | Wallace Smith       | Mathenee Treco              | Tarinn Callender | Redchild                               |
| John Laurens / Philip Hamilton          | Javier Muñoz        | Anthony Ramos             | Anthony Ramos             | Jose Ramos          | Rubén J. Carbajal           | Cleve September  | Oliver Edward                          |
| Peggy Schuyler / Maria Reynolds         | Presilah Nunez      | Jasmine Cephas Jones (en) | Jasmine Cephas Jones (en) | Samantha Marie Ware | Amber Iman                  | Christine Allado | Mae Ann Jorolan                        |
| Roi George III du Royaume-Uni           | Joshua Henry        | Brian d'Arcy James        | Jonathan Groff            | Alexander Gemignani | Rory O'Malley               | Michael Jibson   | Jan Kersjes                            |

## Productions du spectacle
New York (2015)
La première d'Hamilton se déroule faite au Public Theater en 2015, et est très bien accueillie par le public.
Broadway (2015 à aujourd'hui)
Production reprise par Lin Manuel Miranda, elle s'étend à Broadway au Richard Rodgers Theatre, et est de nouveau acclamée par les critiques.
Chicago (2016 à 2020)
Pendant quatre ans, son succès a permis au CIBC Theatre de battre le record au box-office des théâtres de la ville avec 400 millions de dollars.
Tournée Nord-Américaine (2017 à aujourd'hui)
Puerto Rico/San Francisco (2019 à aujourd'hui)
Los Angeles (2017 à aujourd'hui)
Hambourg (prévue pour 2022)
Australie (2021 à aujourd'hui)

Le spectacle a été ajouté en 2020 à la plateforme de streaming Disney+ (voir Hamilton (film)),.

## Adaptations non-anglophones
La comédie musicale a été officiellement adaptée pour la première fois pour un public non-anglophone en 2022 . Elle a en effet été traduite en allemand par Sera Finale et Kevin Schroeder pour la production du Stage Theater in the Operettenhaus à Hambourg.
Il existe également des adaptations amateures, par exemple en français par les élèves du Cours Florent en 2022.

## Accueil critique
La comédie musicale Hamilton a d'abord été reçue avec surprise : en effet, c'est l'une des premières à inclure du rap ou du hip-hop dans ses chansons (ce style est fréquemment retrouvé dans Hamilton). Mais les critiques, généralement bonnes et avantageuses, sont désormais nombreuses. Les tournées persistantes depuis 2015 sont accueillies avec enthousiasme, et ce encore plus après l'annonce de Lin-Manuel Miranda de faire une tournée en Europe, dans l'émission française la boîte à questions diffusée sur Canal+ en 2018.

## Fondements historiques et portée éducative

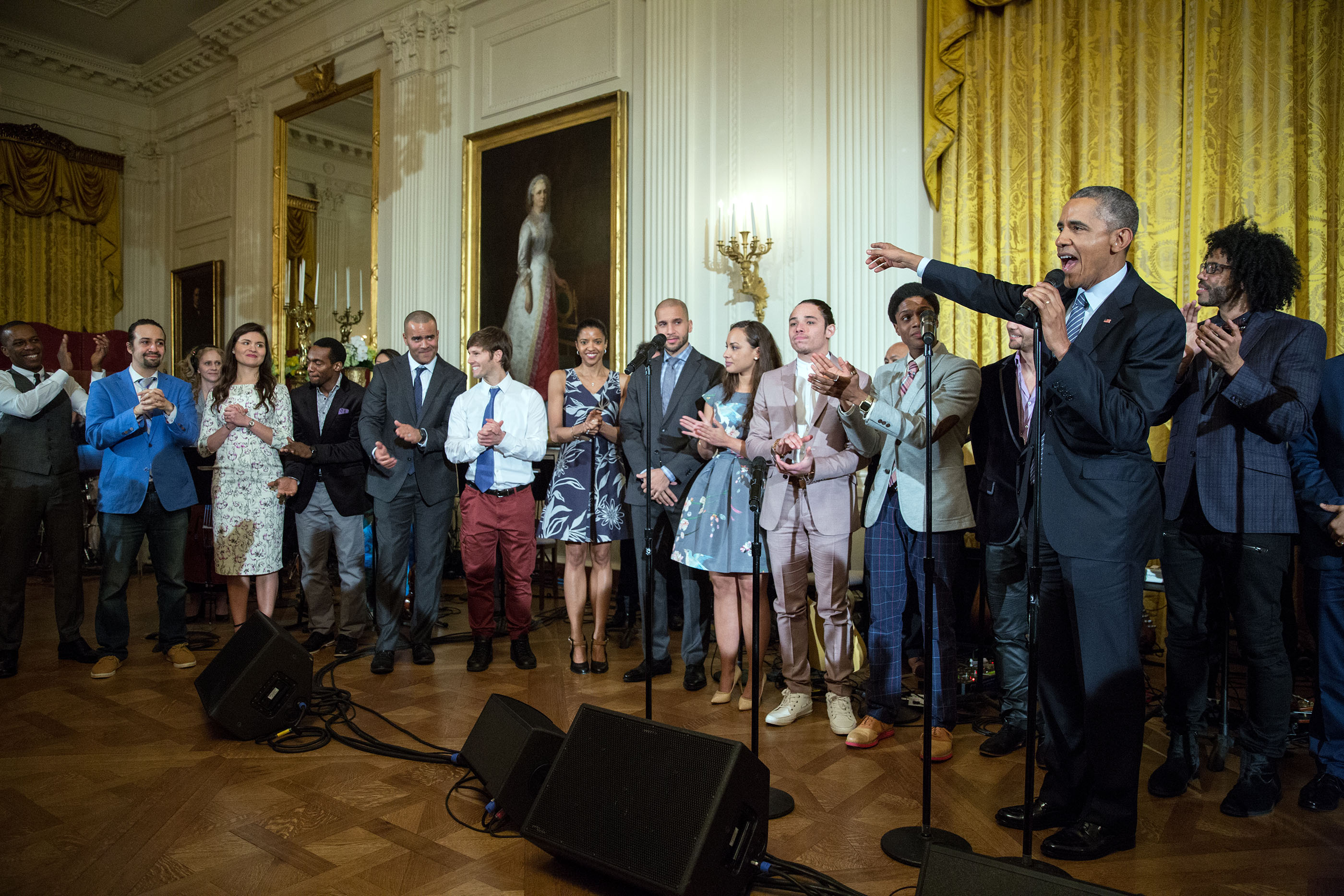
La distribution originelle d'Hamilton reçue à la Maison Blanche par le président Obama

Très bien accueillie par le public, notamment au-delà des frontières des États-Unis (certains pays, comme la France, ont une communauté spécialisée sur Hamilton), la comédie a également une portée historique. En effet, Lin-Manuel Miranda s'inspire de faits réels et de la biographie d'Hamilton. L'ancien président Barack Obama conseille même aux écoliers américains de voir Hamilton pour approfondir leur connaissance sur le sujet.
Cependant il faut noter quelques anachronismes, des oublis et une romantisation de l'histoire américaine. Cette comédie musicale ne peut donc être considérée comme une source fiable d'information sur l'histoire américaine, mais peut introduire au sujet.

## Prix et récompenses
En 2016 Hamilton remporte le Tony Award de la meilleure comédie musicale ; Miranda remporte les Tony Awards de la meilleure musique originale et du meilleur livret de comédie musicale et reçoit une nomination pour le meilleur acteur dans une comédie musicale. Miranda a remporté le prix Pulitzer de théâtre pour la comédie musicale, l'album d'Hamilton remporte le Grammy Award du meilleur album de théâtre musical. En mai 2016, pour rôle d'Alexander Hamilton, Miranda reçoit du Drama League le prix de la performance et la pièce reçoit le prix de la meilleure comédie musicale de l'année. En 2016, Hamilton établit le record de 16 nominations aux Tony Awards dont 11 ont été récompensées d'un prix.